# Ilhas Britânicas
As Ilhas Britânicas são um grupo de ilhas situado ao largo da costa noroeste da Europa continental, que consiste da Grã-Bretanha, da Irlanda, e de muitas ilhas adjacentes às duas maiores. Em conjunto, formam um arquipélago de mais de 6 000 ilhas ao largo da costa europeia, totalizando 315 134 km² de área terrestre.
Existe um único nome para o arquipélago desde há mais de dois mil anos, e o termo Ilhas Britânicas deriva dos termos usados pelos geógrafos clássicos para descrever o grupo de ilhas. Hoje, no entanto, alguns consideram-no um anacronismo ou uma fonte de confusão ou ofensa potencial, visto que o termo inclui não apenas o Reino Unido (frequentemente designado em inglês como "Britain") mas também a República da Irlanda e três dependências da Coroa Britânica (Ilha de Man, Jersey e Guernsey) que não fazem parte do Reino Unido.
Frequentemente as Ilhas do Canal (Jersey, Guernsey e suas dependências) não são, geograficamente, incluídas no arquipélago das Ilhas Britânicas, embora o sejam politicamente.